# Vladimir Toertsjinski
Vladimir Jevgenjevitsj Toertsjinski (Russisch: Владимир Евгеньевич Турчинский) (Moskou, 28 september 1963 - Pasjoekovo (Noginsk), 16 december 2009) was een Russisch televisie- en radiopresentator alsmede zanger, ondernemer en sportbestuurder van de Russische Sportfederatie.
Hij overleed eind 2009 op 46-jarige leeftijd in het dorpje Pasjoekovo (bij Noginsk).